# 山地早熟禾
山地早熟禾（学名：Poa orinosa）为禾本科早熟禾属下的一个种。